# 毛梗冬青
毛梗冬青（学名：Ilex micrococca f. pilosa）为冬青科冬青属小果冬青下的一个变型。生于海拔650-1900米的山地阔叶林或混交林中。本种之树皮药用，有止痛之功效。

## 扩展阅读
- 維基物種上的相關：毛梗冬青